# Resto de nova

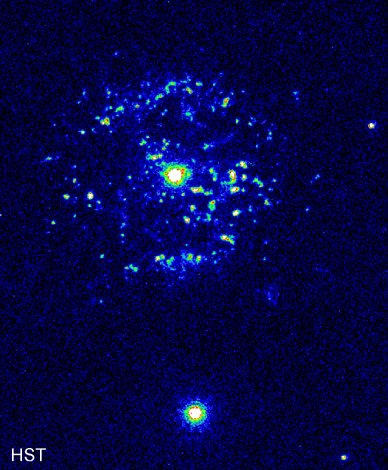
Resto de nova en torno a la nova recurrente T Pyxidis.

Un resto de nova es un objeto astronómico formado por el material proveniente de la explosión de una estrella como nova, o por las burbujas de gas expulsadas por una nova recurrente. Su velocidad de expansión es de aproximadamente 1000 km/s, teniendo estos objetos una vida de varios siglos.
Los restos de nova son mucho menos masivos que los restos de supernova o las nebulosas planetarias.